# Bothriothorax arceanus
Bothriothorax arceanus är en stekelart som först beskrevs av Walker 1837.  Bothriothorax arceanus ingår i släktet Bothriothorax och familjen sköldlussteklar. Inga underarter finns listade.